# Ouvrage du Four-à-Chaux
L'ouvrage du Four-à-Chaux est un ouvrage fortifié de la ligne Maginot, situé sur la commune de Lembach, dans le département français du Bas-Rhin en région Grand Est.
C'est un gros ouvrage d'artillerie, de deuxième classe, comptant huit blocs. Construit à partir de 1931, il a été abimé lors des combats de juin 1940, puis par des essais d'explosifs lors de l'occupation allemande, avant d'être réparé au début de la guerre froide.

## Position sur la ligne
Faisant partie du sous-secteur de Langensoultzbach à l'extrémité orientale du secteur fortifié des Vosges, l'ouvrage du Four-à-Chaux, portant l'indicatif O 600, est intégré à la « ligne principale de résistance » entre le petit ouvrage de Lembach (O 550) à l'ouest et la casemate CORF d'intervalle de Schmelzbach Ouest à l'est.
L'ouvrage est situé au sud du village de Lembach sur la cote 268, appelée le Willerhoeh, dominant la vallée de la Sauer. Outre la défense de la frontière, son rôle consistait à protéger les puits de pétrole alsaciens de Merkwiller-Pechelbronn, situés 8 km au sud du fort.

## Description

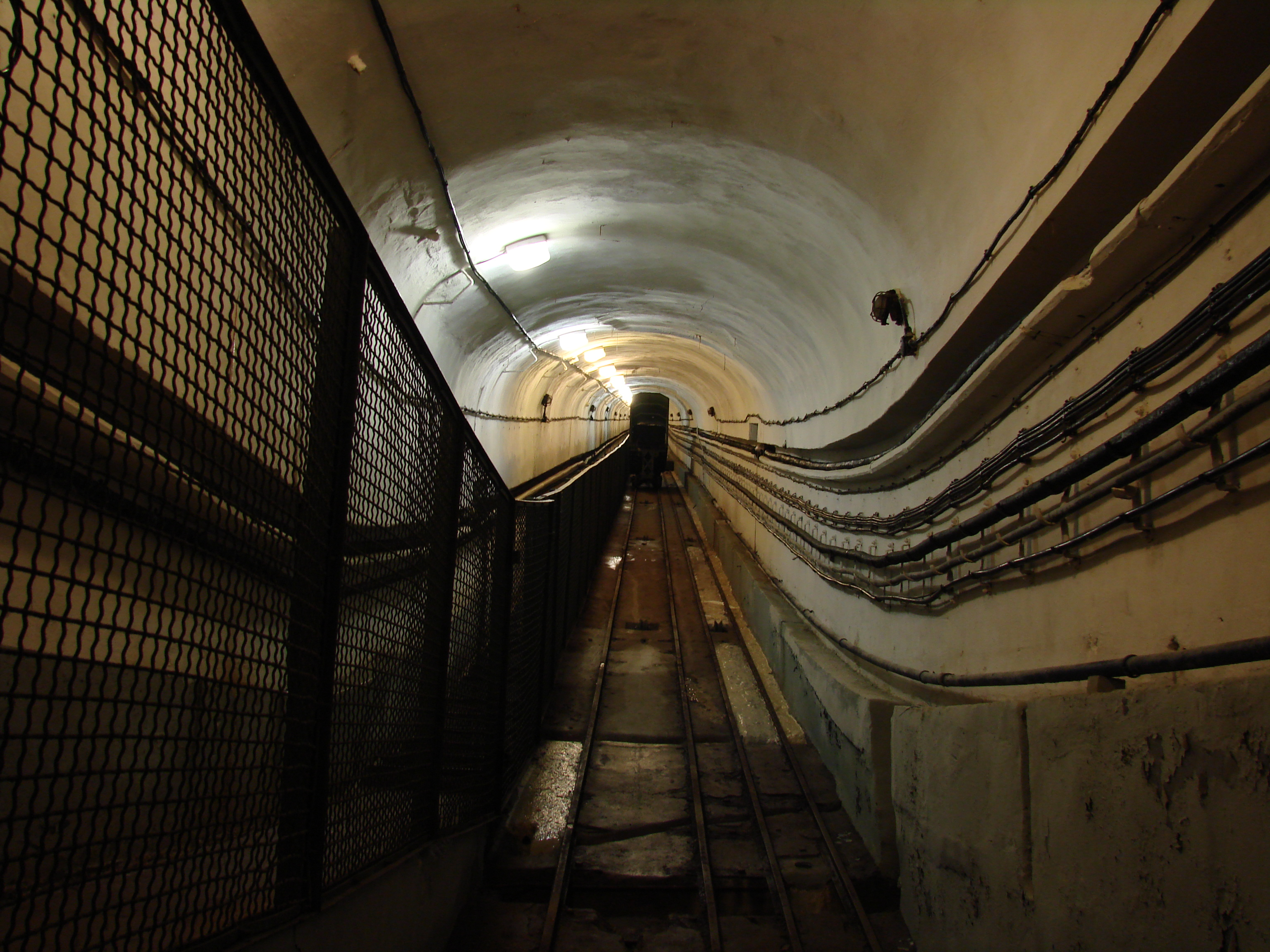
Le plan incliné : une galerie inclinée de 215 marches remplaçant les ascenseurs au Four-à-Chaux. Il s'agit là d'une particularité de la ligne Maginot.

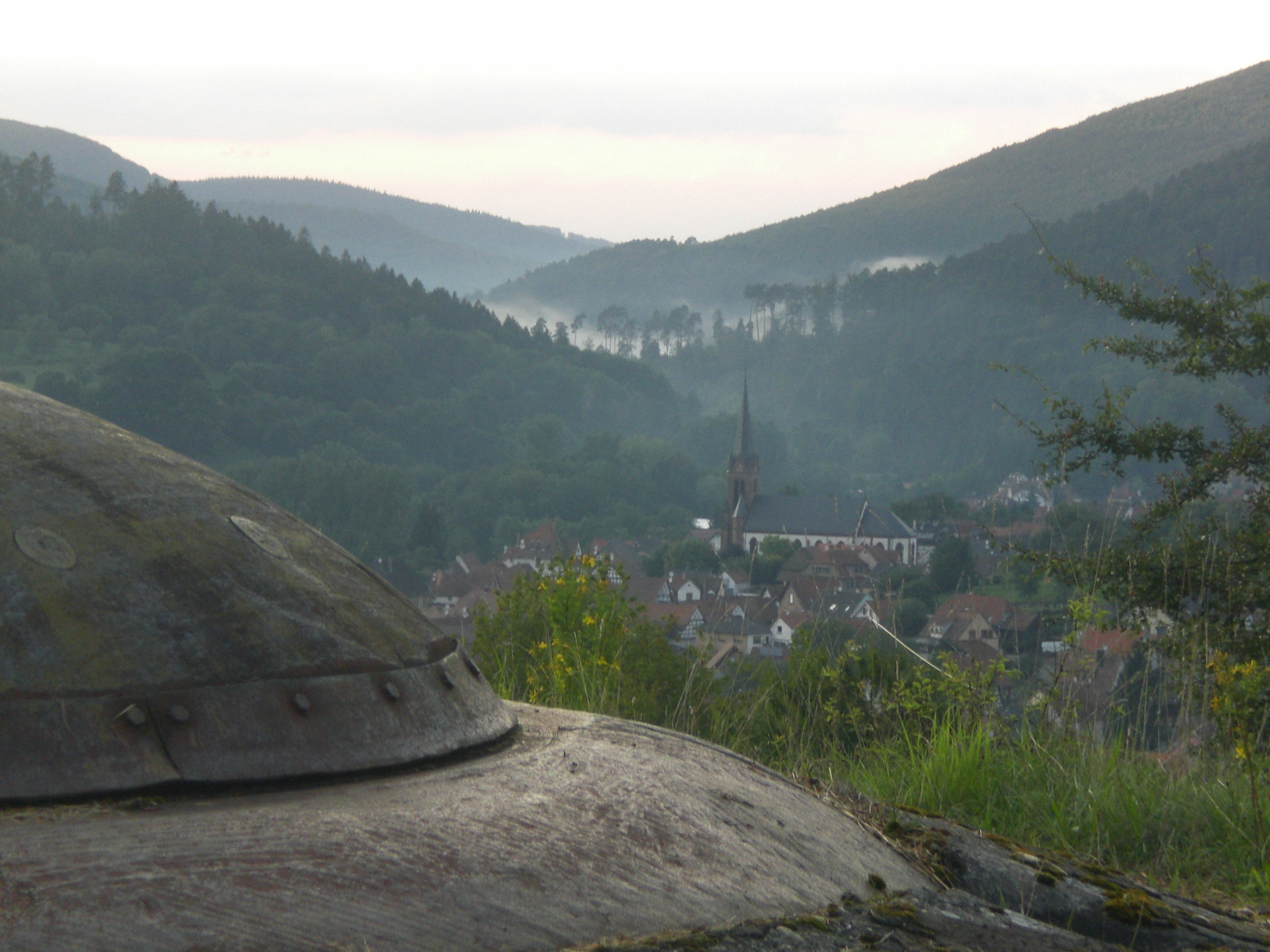
Le Four-à-Chaux veille sur la frontière et sur le village vide de Lembach (67) dont les habitants furent à l'époque évacués à Droux.

L'ouvrage est composé en surface de six blocs de combat et de deux blocs d'entrée, avec en souterrain des magasins à munitions, une usine électrique (équipée de quatre groupes électrogènes mus par des moteurs Sulzer de 160 chevaux et des génératrices de 120 kW) et une caserne, le tout relié par 4,5 km de galeries profondément enterrées.
Pour améliorer sa protection et son accès, l'entrée des munitions se situe 24 mètres plus bas que l'entrée des troupes, située plus en hauteur et au même niveau que les blocs de combat. Cet écart entre les deux entrées est rattrapé derrière l'entrée des munitions, par un plan incliné souterrain, qui présente la particularité unique dans le Nord-Est d'être ascendant (comme ceux équipant certains ouvrages des Alpes comme le Lavoir). Il s'agit d'un ouvrage dit d'importance moyenne, car il couvre une superficie de 26 hectares, avec un équipage de 580 hommes (477 hommes de troupe, 78 sous-officiers, 24 officiers et le commandant) avec un roulement toutes les deux semaines.
- Le bloc 1 est un bloc d'artillerie, avec une tourelle de 135 mm et deux cloches GFM (guetteur fusil mitrailleur).
- Le bloc 2 est un bloc d'artillerie, équipé avec une tourelle de 75 mm, une cloche JM (jumelage de mitrailleuses) et une cloche GFM.
- Le bloc 3 est un bloc d'artillerie avec une tourelle de 81 mm, une cloche GFM et une cloche LG (lance-grenades).
- Le bloc 4 est une casemate cuirassée servant aussi d'observatoire, équipée avec une cloche VDP (vue directe et périscopique, indicatif O 10), deux cloches JM et une cloche GFM.
- Le bloc 5 est un bloc d'infanterie avec une tourelle de mitrailleuses et une cloche GFM.
- Le bloc 6 est une casemate d'infanterie flanquant vers l'ouest avec un créneau mixte pour JM/AC 47 (jumelage de mitrailleuses et canon antichar de 47 mm), un autre créneau pour JM, une cloche JM, une cloche VDP (indicatif O 11) et une cloche GFM.
- L'entrée des hommes est de plain-pied, armée avec un créneau pour JM/AC 47 et une cloche GFM.
- L'entrée des munitions est de type A de plain-pied, armée avec un créneau mixte pour JM/AC 47 et deux cloches GFM[2].

## Historique

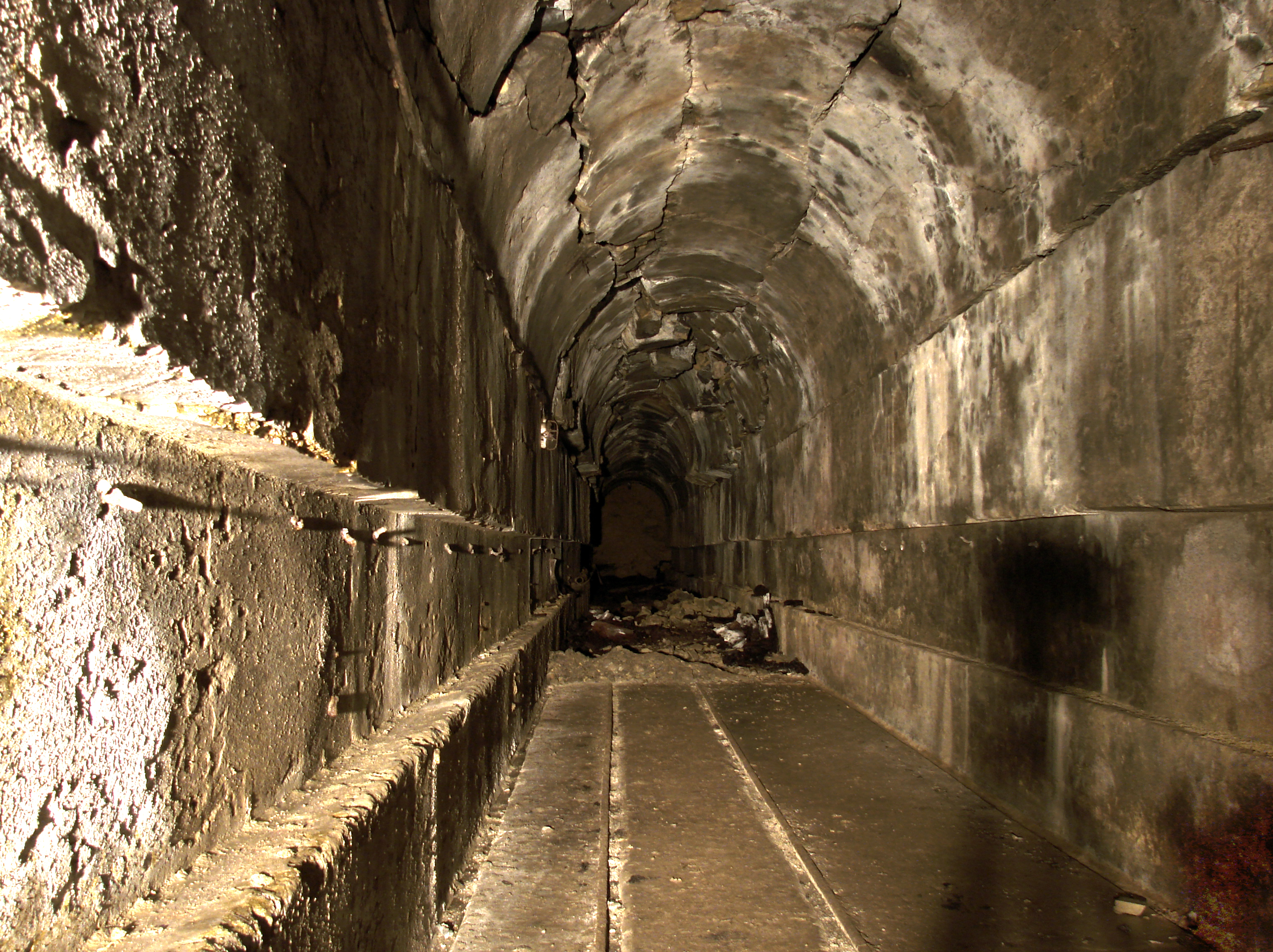
Ce qu'il reste de la galerie menant au bloc 1 après les expérimentations allemandes.

L'ouvrage fut construit entre 1930 et 1935, et les régiments d'infanterie de forteresse y furent mobilisés à plusieurs reprises, dont une quatrième et ultime fois lors de la Seconde Guerre mondiale.
Après l'armistice du 22 juin 1940, les soldats se rendent sur ordre du Haut-Commandement français, et la Wehrmacht occupe ensuite l'ouvrage, s'en servant principalement pour tester un système d'explosifs. Le bloc 1 est aujourd'hui détruit, les Allemands y ont testé un gaz explosif (un gaz éthylénique provoquant une surpression en contact avec l'oxygène, gaz qui fut conçu dans le but de détruire d'autres forteresses), essais pendant lesquels un officier allemand trouva la mort.
Il s'agit de l'unique partie du fort qui ne fut pas reconstruite après la guerre, jugée irrécupérable. Lors de la visite guidée de l'ouvrage, on aperçoit d'ailleurs les restes de gravats de ce qui fut autrefois le bloc 1. Le reste de la forteresse fut restauré dans les années 1950 et 1960 et fut ouvert au public en 1983.

## Le musée de l'ouvrage
Aujourd'hui, le Four-à-Chaux est ouvert au public, sous l'égide de l'association SILE.
La visite guidée comprend la visite du bloc 2, mais aussi les casernements (cuisine, dortoirs, douches, etc.), la galerie principale, le plan incliné, l'usine électrique, ainsi qu'un musée.
Le nom de Four-à-Chaux provient du fait qu'à 500 mètres de l'ouvrage se situait jusqu'en 1939 une installation d'extraction de roche calcaire, qui était brûlée par un four à chaux. Ce nom n'était valable qu'en temps de paix, il s'agissait d'un nom civil. En temps de guerre, l'ouvrage portait le nom codé A4.
Au début de la visite du Four-à-Chaux, au loin, on aperçoit les antennes radars de la base aérienne 901 Drachenbronn, sur le mont Hochwald qui a donné son nom à l'ouvrage du Hochwald. Il est à savoir que la forteresse du Hochwald, qui faisait elle aussi partie de la ligne Maginot, est toujours utilisée par l'armée de nos jours.
L'ouvrage peut être visité toute l'année. Possibilité de visite pour des groupes handicapés sur demande. Détails sur le site internet de l'office du tourisme.